# Michael Thompson (gitarzysta)
Michael Thompson (ur. 11 lutego 1954 roku na Brooklinie w Nowym Jorku w Stanach Zjednoczonych) – amerykański muzyk, gitarzysta i kompozytor.

## Dyskografia

### Twórczość własna
- Michael Thompson Band (1989) Michael Thompson Band
- The World According to M.T. (1998) Solo
- M.T. Speaks (2005) Solo
- Rivers of Paradise (2007) TRW
- Michael Thompson Band (ponowne wydanie z nowymi utworami, 2007) Michael Thompson Band

### Wybrana dyskografia jako muzyka sesyjnego[2]
- Cher (1987) Cher
- The Simpsons Sing the Blues (1990) The Simpsons
- For My Broken Heart (1991) Reba McEntire
- Love Hurts (1991) Cher
- Lovescape (1991) Neil Diamond
- Time, Love & Tenderness (1991) Michael Bolton
- Celine Dion (1992) Celine Dion
- Start the Car (1992) Jude Cole
- Have a Little Faith (1994) Joe Cocker
- Rhythm of Love (1994) Anita Baker
- Something To Remember (1995) Madonna
- HIStory: Past, Present and Future, Book I (1995) Michael Jackson
- Falling Into You (1996) Celine Dion
- Sweet 19 Blues (1996) Namie Amuro
- „For You I Will” (1996) Monica
- „Un-Break My Heart” (1996) Toni Braxton
- Blood on the Dance Floor: HIStory in the Mix (1997) Michael Jackson
- Cowgirl Dreamin' (1997) Yumi Matsutōya
- Concentration 20 (1997) Namie Amuro
- Butterfly (1997) Mariah Carey
- Eden (1998) Sarah Brightman
- Greg Bissonette (1998) Greg Bissonette
- ...Hits (1998) Phil Collins
- Affirmation (1999) Savage Garden
- Christina Aguilera (1999) Christina Aguilera
- Short Stories (2000) Miyuki Nakajima
- You, Too Cool (2001) Eikichi Yazawa
- Couldn't Have Said It Better (2003) Meat Loaf
- Up! (2003) Shania Twain
- Genius Loves Company (2004) Ray Charles
- Motown Two (2004) Michael McDonald
- It’s Time (2005) Michael Bublé
- Lullaby Singer (2006) Miyuki Nakajima
- Primera Fila (2009) Thalía
- Shine (2011) Marcin Nowakowski

### Filmy i telewizja
- Fame serial telewizyjny (1982–1987)
- Miami Vice (1989–1990)
- Tina (1993)